# Musée royal Tyrrell de paléontologie
Pour les articles homonymes, voir Tyrrell.
Le musée royal Tyrrell de paléontologie (en anglais : Royal Tyrrell Museum of Palaeontology) est un musée de paléontologie situé à Drumheller dans les badlands en Alberta (Canada).  Fondé en 1985, plus de 600 000 personnes le visitèrent dès sa première année d'activité.
On y compte 10 galeries d'exposition.
Le gigantesque musée Tyrrell renferme plus de 80 000 spécimens, y compris une quarantaine de squelettes complets de dinosaures dont un Tyrannosaurus rex et un Albertosaurus. On y trouve des éléments d'exposition à interaction tactile, des ordinateurs et des projections audiovisuelles.
Important centre de recherche, le musée Tyrrell offre également à ses visiteurs la possibilité d'observer le travail des scientifiques qui nettoient les os et préparent les spécimens destinés à être exposés.
À cela s'ajoutent plusieurs sentiers de randonnées et des aires de pique-nique pour ceux et celles qui souhaiteraient explorer les paysages uniques des badlands.

## Histoire
Le musée doit son nom à un géologue, Joseph Burr Tyrrell. Burr a découvert accidentellement le premier fossile de dinosaure dans la région de la Red Deer River Valley en 1884, alors qu'il recherchait des gisements de charbon. Ce dinosaure carnivore a été nommé Albertosaurus sarcophagus. Le musée a ouvert le 25 septembre 1985 et a reçu le statut de musée royal en 1990.